# Protasowo (Kraj Ałtajski)
Protasowo (ros. Протасово) – wieś w Rosji, w Kraju Ałtajskim, w Niemieckim Rejonie Narodowym. W 2010 liczyła 1270 mieszkańców.